# Emmet Lavery
Emmet Godfrey Lavery (* 8. November 1902 in Poughkeepsie, New York; † 1. Januar 1986 in Los Angeles, Kalifornien) war ein US-amerikanischer Dramatiker und Drehbuchautor. 

## Leben
Lavery absolvierte ein Jura-Studium, war dann jedoch ab 1925 als Journalist tätig. Ab den 1930er Jahren verfasste er mehrere Bühnenstücke, darunter Die erste Legion, das sowohl auf dem Broadway wie auch international erfolgreich aufgeführt wurde. Auf Grundlage des Stücks entstand 1951 der Spielfilm Beichte eines Arztes – Die erste Legion, für den Lavery auch das Drehbuch verfasste. In den 1940er Jahren hatte er sich auch dem Drehbuchschreiben zugewandt und war bis in die 1960er Jahre hinein an mehreren Film- und Fernsehprojekten beteiligt. 
Ab 1939 war er an der Fordham University im Bereich der Theaterwissenschaften tätig und forschte in den 1940er Jahren für  Rockefeller Foundation auf dem Gebiet der dramatischen Wissenschaften. 
1952 wurde er von der Writers Guild of America in der Kategorie Best Written American Low-Budget für das Drehbuch zu Beichte eines Arztes – Die erste Legion für den Writers Guild of America Award nominiert. Für das Drehbuch zu Verdammt zum Schweigen war Lavery gemeinsam mit Milton Sperling 1956 für den Oscar in der Kategorie Bestes Originaldrehbuch nominiert. 
Sein Sohn Emmet G. Lavery, Jr. war als Filmproduzent tätig. Zudem war er Vater zweier Töchter.

## Filmografie (Auswahl)
- 1943: Auf ewig und drei Tage (Forever and a Day)
- 1943: Hitler’s Children
- 1951: Beichte eines Arztes – Die erste Legion (The First Legion)
- 1955: Verdammt zum Schweigen